# Круглиця (Коноський район)
Круглиця (рос. Круглица) — селище в Коноському районі Архангельської області Російської Федерації.
Населення становить 17 осіб. Входить до складу муніципального утворення Єрцевське сільське поселення.

## Історія
Від 2004 року входить до складу муніципального утворення Єрцевське сільське поселення.

## Населення
| 2002 | 2010 | 2012 |
| ---- | ---- | ---- |
| 67   | ↘19  | ↘17  |